# Aero L-159 Alca
Aero L-159 ALCA (Advanced Light Combat Aircraft) je český jednomístný jednomotorový víceúčelový lehký bojový podzvukový letoun. Dvoumístné varianty L-159T1 a L-159B jsou primárně určeny pro výcvik a kondiční létání pilotů, sekundárně mohou působit jako víceúčelové lehké bojové letouny.
Letoun je vybaven pro bojovou činnost proti pozemním i vzdušným cílům a je schopen plnění bojových úkolů ve dne, v noci a za ztížených povětrnostních podmínek. Hlavním určením letounu je přímá letecká podpora. Je rovněž schopen vedení taktického vzdušného průzkumu a vzdušného boje na krátkou vzdálenost. Druhotným určením letounu je plnění výcvikových úloh při přechodu na plnohodnotné bojové letouny (tzv. lead-in-fighter training) a rovněž výcvik v použití zbraňově-navigačního kompletu a samotných zbraní.

## Vývoj

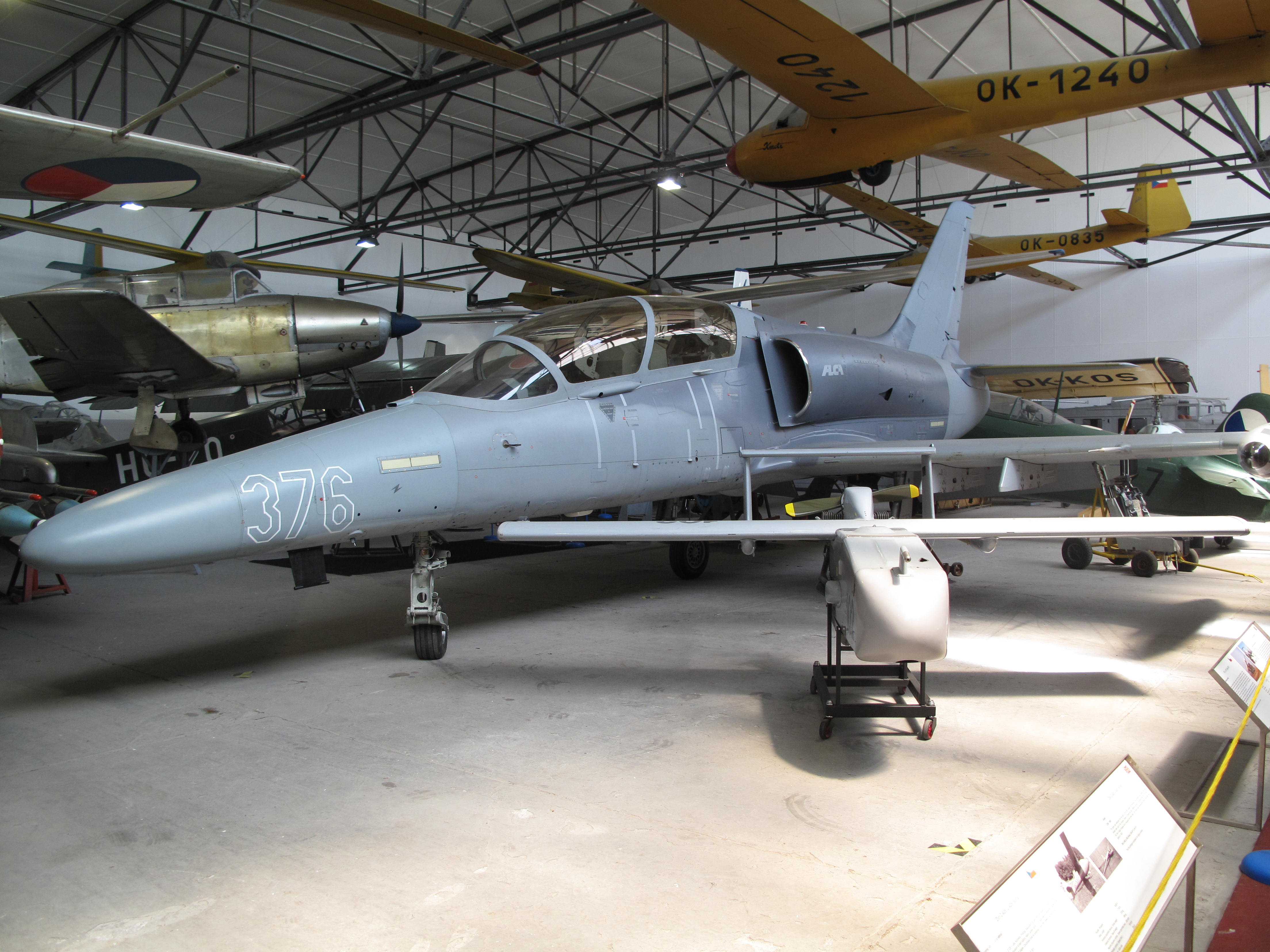
Prototyp L-159 vystavený v Leteckém muzeu ve Kbelích

Při vývoji letadla konstruktéři vycházeli ze zkušeností s předchozími modely L-39 Albatros a L-39MS / L-59 Super Albatros. Návrhové studie letounu L-159 začaly v roce 1992 a samotný vývoj byl zahájen v roce 1994. V dubnu 1995 se česká vláda zavázala pokrýt 25 % nákladů na vývoj a zakoupit 72 letadel. Tato objednávka ve výši 708 milionů amerických dolarů byla podepsána v červenci 1997.
Dne 12. června 1997 byl slavnostně představen první prototyp stroje a 2. srpna téhož roku se konal první let. Během prvního padesátiminutového letu dosáhlo letadlo rychlost 670 km/h a výšku 5 000 m. První prototyp L-159 byl v dvoumístném provedení (jednalo se o modifikaci trupu letounu L-59), druhý už splňoval požadavek armády na jednomístný stroj a stal se předlohou pro sériovou výrobu. Jednomístná verze ALCA vzlétla poprvé 18. srpna 1998 a veřejnosti byla představena na leteckém dni CIAF 29. srpna 1998 v Hradci Králové.
Dne 10. dubna 2000 byly na letecké základně v Čáslavi předány armádě první 2 sériové kusy L-159A pro účely armádních zkoušek. Přejímací řízení bylo ukončeno 29. prosince 2000 a letadla byla oficiálně zařazena do výzbroje . Do konce roku 2003 bylo českému letectvu dodáno všech 72 letounů L-159A. V červnu 2006 podepsalo Ministerstvo obrany ČR se společností Aero Vodochody smlouvu o přebudování čtyř letadel L-159A na dvoumístnou cvičnou verzi L-159T1. První takto upravené letadlo vzlétlo 8. března 2007 a všechny čtyři stroje varianty L-159T1 byly české armádě dodány v listopadu 2007.

## Konstrukce

### Drak
Konstrukce letadla vychází z typu L-59, přičemž křídla byla zesílena a získala třetí pár závěsníků. Přední část trupu byla prodloužena a rozšířena, aby se do ní dal umístit radiolokátor s rozměry 560 x 370 mm. L-159 je dolnoplošník s přímým lichoběžníkovým křídlem. Životnost draku stroje je 12 000 letových hodin nebo 30 let provozu. Podvozek letadla spolu s robustní konstrukcí draku umožňují L-159 přistávat a vzlétat i z nezpevněných ploch.
V letounech L-159T1 a L-159B došlo k jistým konstrukčním úpravám, aby se získalo místo pro dalšího člena posádky, avšak u každé verze se s tím vývojáři vypořádali jinak. Z nosu L-159T1 byl odstraněn palubní radar a místo něj tam přemístili zařízení, které se původně nacházelo za pilotem. Takovým způsobem získali konstruktéři prostor pro instruktora. Verze L-159B získala prostor pro druhého člena posádky na úkor jedné palivové nádrže, čímž se zkrátil maximální dolet na 2360 km. Dalším výrazným rozdílem mezi L-159B a jednomístným provedením je nástavec na tankování, který se nachází v pravé přední části trupu letadla.

### Kokpit

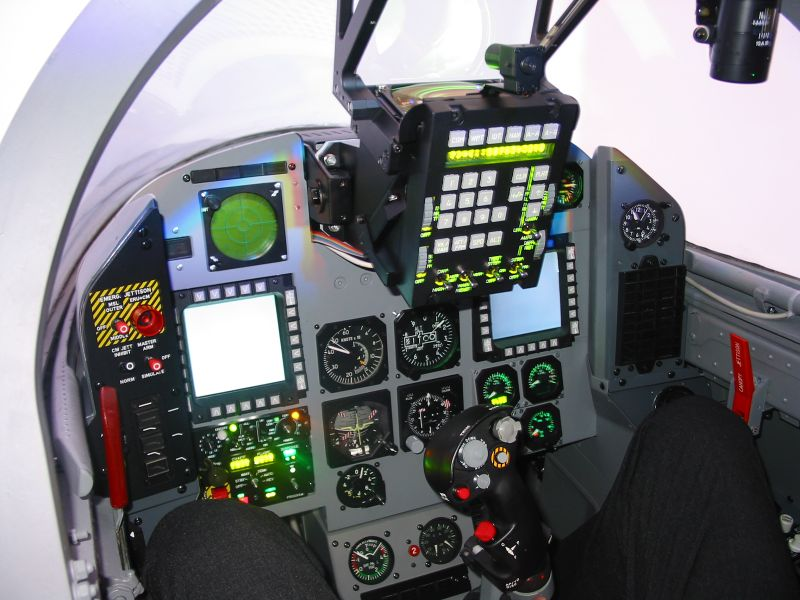
Pohled do kokpitu L-159

Pilot letadla sedí v lehce opancéřované kabině. Bezpečnost pilota v nouzové situaci zajišťuje vystřelovací sedadlo VS 2-C kategorie 0-0, další ze špičkových produktů českého leteckého průmyslu. Překryt kabiny se v závislosti na rychlosti letu buď odhazuje nebo se tříští jeho skleněná výplň pomocí malých detonačních náloží. Sedadlo umožňuje katapultaci v nulové výšce a při nulové rychlosti. Kokpit je před nepřátelskou střelbou chráněný zboku kompozitním, keramickým pancéřováním a zespodu pancéřovou deskou. Kabina pilota je moderní "skleněné" koncepce, založená na primárním přístroji HUD a dvojicí barevných MFD. Letové údaje jsou zobrazovány na průhledovém displeji (HUD) a na dvou barevných multifunkčních LCD displejích. V kokpitu je využit koncept HOTAS (Hands-On-Throttle-And-Stick), tj. nejdůležitější ovládací prvky jsou umístěny na plynové a řídicí páce. Řízení letadla je hydraulicko-mechanické. Záložní přístroje jsou elektro-mechanické či tlakové ADI, HSI, rychloměr/machmetr a výškoměr, doplněné záložním umělým horizontem a variometrem. Sestavu doplňují palubní hodiny, kapalinový kompas, ukazatel přetížení a signalizátor úhlu náběhu. Kabina je kompatibilní s brýlemi nočního vidění (NVG).

### Avionika

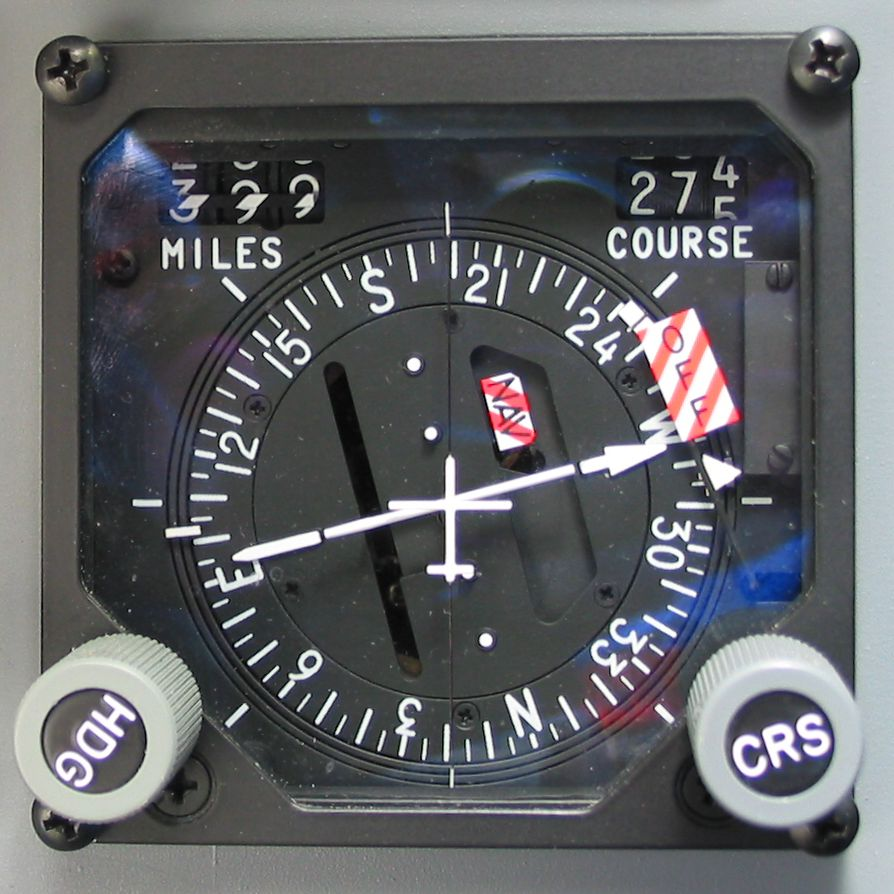
Ukazatel HSI v L-159A ALCA

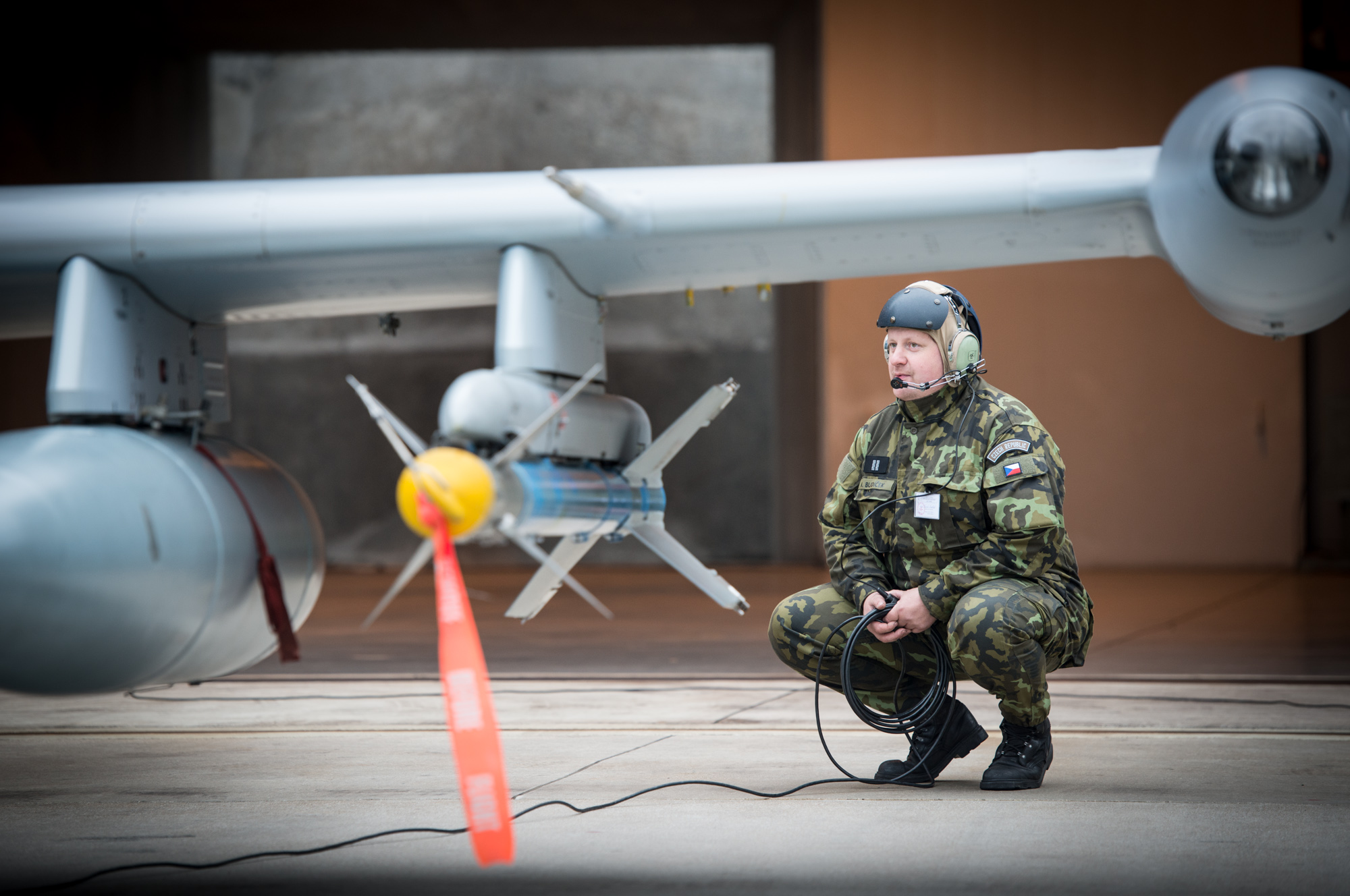
Křídlo L-159 s přídavnou nádrží a protiletadlovou řízenou střelou Sidewinder

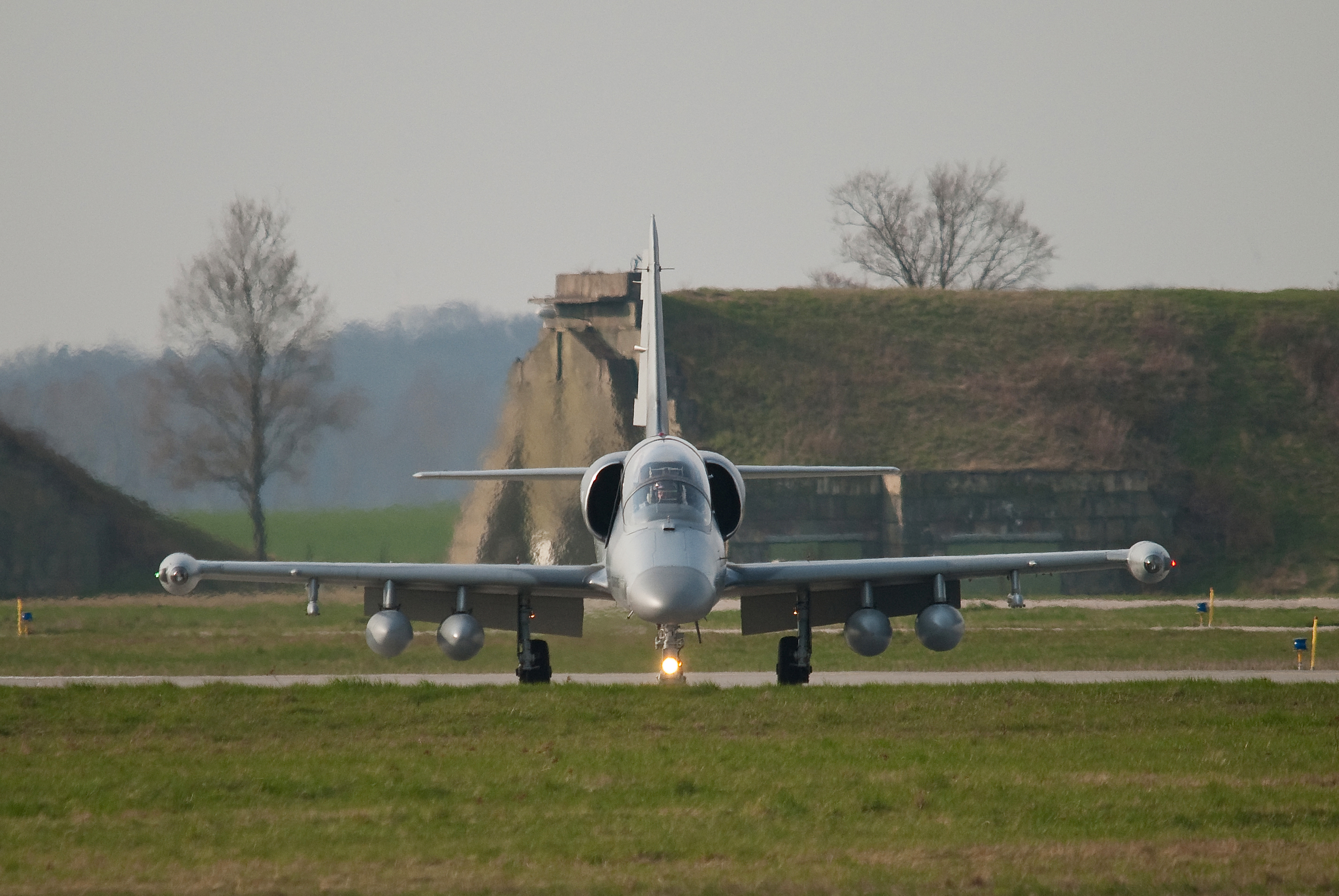
Čelní pohled na L-159

Pro plnění těchto úkolů je letoun vybaven moderním avionickým systémem, tzv. integrovaným zbraňově-navigačním kompletem (ZNK), jehož architektura je vybudována okolo sběrnice MIL-STD-1553 s dvojicí řídicích počítačů. Dodavatelem a integrátorem systému byla firma Boeing. ZNK umožňuje pilotovi řešit navigační úlohy a úkoly boje proti vzdušným a pozemním cílům a za letu měnit konfiguraci systémů a zobrazení informací na palubě podle okamžité potřeby. Součástí ZNK jsou následující systémy:
- Systém ovládání a zobrazování dat. Ten je tvořen průhledovým displejem HUD, dvojicí barevných víceúčelových displejů MFD, HOTAS - systém sdružení ovladačů ZNK a některých systémů letounu na páce ovládání motoru a řídicí páce)
- Mnohorežimový pulsní dopplerovský radiolokátor Grifo-L italské firmy Fiar.
- Systém komunikace, navigace a identifikace. Systém komunikace tvoří palubní telefon a dvojice VHF/UHF radiostanic; systém navigace tvoří přijímač VOR/ILS/MKR, DME a EGI, což je integrovaný inerciální navigační systém INS a družicový navigační systém GPS; a systém identifikace tvoří transpondér (IFF)
- Systém vkládání a záznamu dat sestává z HUD kamery a videorekordéru se záznamem obrazu a audiokomunikace na palubě, DTS Data Transfer System - systému přenosu dat letového úkolu do palubní výpočetní techniky)
- Systém ovládání výzbroje (SMS - Stores Management System)
- Systém vlastní ochrany (RWR a výmetnice klamných cílů).

Letoun je dále vybaven řadou opatření pro zvýšení pravděpodobnosti přežití, mezi které patří ochrana palivových nádrží vháněním dusíku nad hladinu paliva (systém OBIGGS) a ochrana pilotního prostoru kompozitovým pancéřováním.
Výrazným pomocníkem pro létající i pozemní personál představují monitorovací systémy. Na letounu jsou instalovány tři: AMOS, FRAME a EMS.
Systém AMOS, produkt české firmy Speel Praha, sbírá informace z různých systémů letounu, ukládá je v jednotce sběru dat FDAU a umožňuje jejich využití jak přímo za letu (kritické a další informace o činnostech systémů se zobrazují pilotovi na MFD), tak po jejich stažení do pozemní jednotky i jejich vyhodnocení pro účely následné údržby nebo poletového rozboru činnosti pilota. Závady, indikované systémem AMOS mají návaznost v systému vyhledávání a odstraňování příčin závad v technické dokumentaci letounu a tvoří tak funkční celek. Při poletovém rozboru pilota jsou současně k dispozici záznamy z HUD a MFD a vizualizace letounu v prostoru, trajektorie jeho letu, detailní hodnoty jednotlivých parametrů v čase, a řada dalších funkcí.
Systém FRAME sleduje pomocí snímačů na draku letounu únavové zatížení jeho konstrukce a tak výrazně napomáhá při predikci a řízení "olétanosti" flotily letounů a umožňuje maximální využití životnosti stroje úpravou spektra zatížení v provozu jednotlivých letounů.
Systém EMS (Engine Monitoring System) snímá data z provozu motoru podobně jako AMOS sleduje systémy letounu. Umožňuje řídit a plánovat údržbu motoru, vyhledávat a odstraňovat příčiny závad a při použití systému ERMS řídit celou flotilu motorů.

### Motor
Vleklé problémy s motorem Lotarev DV-2 a jeho regulací především v letounu verze L-59E byly radikálně odstraněny instalací nového motoru se zvýšeným tahem Honeywell/ITEC F-124GA-100. Tento moderní turbodmychadlový motor má velmi rychlou akceleraci, jeho modulární koncepce umožňuje relativně snadnou a levnou údržbu výměnou jednotlivých modulů bez nutnosti měnit celý motor. Regulaci chodu motoru zabezpečuje dvojitý plně elektronický systém FADEC s hlavním a záložním řídicím počítačem. Páka ovládání motoru již není s motorem spojena táhlem, ale pouze předává po kabelu signál o své poloze elektronickému řízení.

### Ovládání

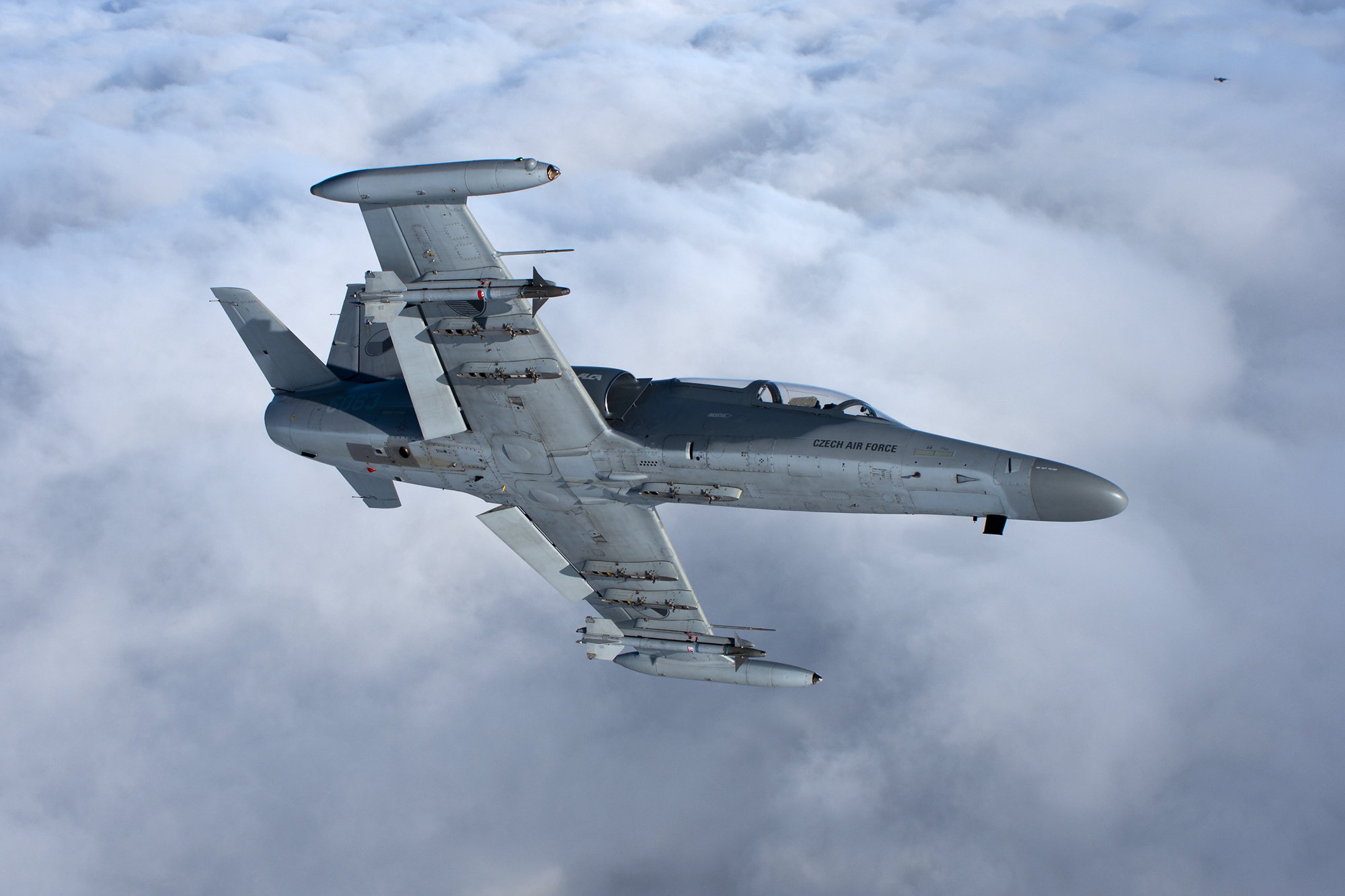
L-159 za letu – patrná je šestice podkřídelních závěsníků a dvojice střel Sidewinder

Řízení letounu je hydraulicko-mechanické, příčné a podélné kanály řízení mají vřazeny hydraulické posilovače, směrovka je ovládána mechanicky táhly. V ovládání letounu napomáhá pilotovi systém automatického řízení (AFCS), který je tvořen autopilotem a tlumičem stranových kmitů.
Autonomní provoz na letišti bez použití pozemních zdrojů energie umožňuje pomocná energetická jednotka APU Safír-5F z PBS Velká Bíteš, která za letu slouží jako pohon pro záložní zdroje elektrické energie a tlaku v hydraulické soustavě, či pro spouštění motoru jak na zemi tak i za letu. Přistávací zařízení s nízkotlakými pneumatikami a celková koncepce letounu umožňuje pro tuto kategorii letadel zcela unikátní provoz z nezpevněných vzletových a přistávacích ploch. Pohybu stroje po letištní ploše napomáhá hydraulický systém natáčení příďového kola (NWS Nosewheel Steering System), rovněž novinka u vodochodských strojů.
Velká pozornost při konstrukci stroje byla věnována ulehčení obsluhy a údržby letounu pozemním personálem. Pilot je vybaven systémem generování kyslíku na palubě (OBOGS), takže není nutné plnění v průběhu letové akce. Palivový systém lze plnit centrálně tlakovým způsobem. Letoun má systém rychlé informace o technickém stavu, na centrálním panelu údržby je umístěn "semafor" se třemi žárovkami, zelená propouští letoun k další letové činnosti, oranžová a červená definují kritičnost detekované závady. Ke zlepšení údržby a obsluhy přispívá řada dalších "drobností", jako například samohybná vlečná oj s vlastním motorem, která umožňuje manipulaci s letounem bez přítomnosti tažného vozidla, apod.

## Služba

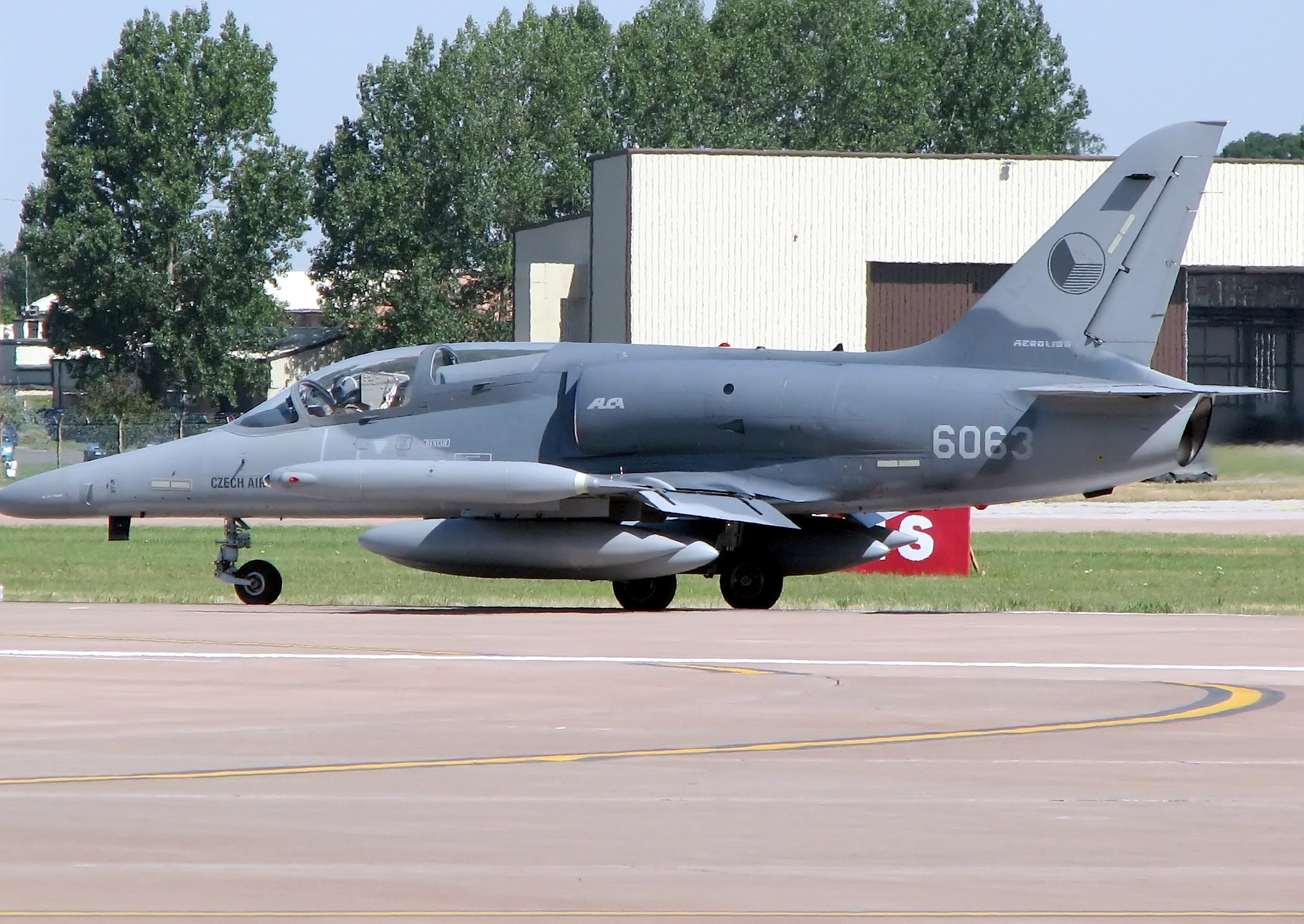
Aero L-159A ALCA

Česká armáda objednala (v roce 1997) a v letech 1999 až 2003 obdržela 72 kusů jednomístné varianty L-159A. Původně byly dislokovány na letištích Čáslav a Náměšť nad Oslavou, v roce 2013 bylo ve stavu 25 letounů (19 L-159A + 6 L-159T1) u 212. taktické letky v Čáslavi, zbylé byly uskladněny a hledal se pro ně kupec. Za faktory snižujícími jejich prodejnost byly považovány mj. absence vlastních palubních zbraní (všechny zbraně jsou podvěsné) a systému pro doplňování paliva za letu, stejně jako skutečnost, že řada důležitých dílů pochází ze Spojených států, které ovšem do mnoha zemí díly nejsou ochotny z politických důvodů dodávat.

### Export
Na konci listopadu 2013 oznámil ministr Vlastimil Picek, že o 28 uskladněných letounů (z toho čtyři na náhradní díly) má vážný zájem americká firma Draken International podnikající v sektoru leteckého výcviku (její letouny simulují protivníka při výcviku vzdušného boje). Odhadovaná cena za všechny letouny byla 434 až 516 milióny korun. Další náklady měly být spojeny se zprovozněním letadel. Vláda Jiřího Rusnoka schválila dne 2. ledna 2014 prodej až 28 letounů L-159 společnosti Draken International za celkovou částku 21,72 až 25,8 milionů USD, tj. 15,5 až 18,5 milionů korun za jeden stroj. Práce spojené s uvedením letounů do provozu byly hrazeny americkou stranou. V roce 2015 projevilo zájem o 12 jednomístných a dva dvoumístné bitevníky irácké letectvo. Počet dodaných letounů společnosti Draken International se proto snížil z 28 na 21 strojů. Od konce května 2016 nasazuje irácká armáda bitevníky L-159 v boji proti islamistům.

## Varianty
- L-159A – základní jednomístná bojová verze.
- L-159E – jednomístná verze pro Draken International vzniklá přestavbou z L-159A. Verze má mírně vylepšený radar Grifo-L a umožňuje navěsit různé speciální pody pro simulaci hrozeb během výcviku.[14]
- L-159B – dvoumístná cvičně-bojová verze s vylepšenou avionikou nabízená na export.
- L-159T1 – dvoumístná cvičná verze pro Vzdušné síly AČR (přestavba z L-159A).
- .L-159T1+ – vylepšená dvoumístná cvičná verze zachovávající si i bojové schopnosti (bez radaru).
- L-159T2 – dvoumístná cvičně-bojová verze (přestavba z L-159A)[14]
- F/A-259 – projekt jednomístné cvičně-bojové verze (spolupráce Aera a Israel Aerospace Industries) pro americký program OA-X.[15]

## Uživatelé

### Současní uživatelé
Česko
- Vzdušné síly AČR – v roce 2014 bylo ve stavu 19 L-159A u 212. taktické letky a 6 L-159T1 u 213. výcvikové letky (celkem vyrobeno 72 letounů L-159A: 6 bylo přestavěno na verzi T1 s využitím dílů z dalších 6 strojů; 3 L-159A a 2 L-159T1 byly vyměněny za letoun CASA C-295M, ale oba cvičné letouny byly vráceny; 36 L-159A uskladněno v Aeru Vodochody; 2 letouny L-159A byly zničeny při haváriích).[9][16]

 Irák
- Irácké letectvo – dodáno celkem 12 letounů L-159 (10 jednomístných a 2 dvoumístné): v první fázi 3 L-159A a 1 L-159T1 z výzbroje českého letectva, poté 1 nově vyrobeného L-159T1 a 7 dlouhodobě uložených L-159A.[14] Další 3 nepoužívané L-159A byly dodány jako zdroj náhradních dílů.[17] První dva letouny jednomístné verze A přistály v Iráku 5. listopadu 2015.[18] Letouny byly nasazeny do bojů o město Mosul ke konci roku 2016,[19] bitevník tak jako jeden z mála takových strojů na světě prokázal své kvality v přímém bojovém nasazení a podle výrobce to znamená jeho konkurenční výhodu.[20]

 Spojené státy americké
- Draken International – 30. září 2015 byl předán první letoun L-159E společnosti Draken International, která obdrží celkem 21 strojů.[14]
- Lewis Fighter Fleet – v roce 2012 odkoupila americká letecká a obranná společnost Hexadyne Corporation trojici strojů L-159A od EADS ze Španělska.[21] Letouny byly následně zakoupeny firmou Lewis Fighter Fleet LLC a zaregistrovány v civilním registru americké Federal Aviation Administration.[22]

### Bývalí uživatelé
Maďarsko
- Maďarské letectvo – pronájem letounu L-159B pro výcvik pilotů maďarských vzdušných sil v letech 2008 až 2010. První nasazení L-159 u zahraničního uživatele.[14]

## Specifikace (L-159)

### Technické údaje
- Posádka: 1 pilot
- Délka: 12,73 m
- Rozpětí: 9,54 m
- Výška: 4,80 m
- Nosná plocha: 18,80 m²
- Prázdná hmotnost: 4 160 kg
- Maximální vzletová hmotnost: 8 000 kg
- Pohonná jednotka: 1x dvouproudový motor Honeywell/ITEC F124GA-100
- Tah pohonné jednotky: 28 kN
- Pomocná energetická jednotka (APU): SAFIR 5F

### Výkony
- Maximální nepřekročitelná rychlost: 960 km/h (518 knots, 596 mph)
- Maximální rychlost: 936 km/h (505 knots, 581 mph) u hladiny moře
- Pádová rychlost: 185 km/h (100 knots, 115 mph)
- Dolet - bez přídavných palivových nádrží: 1 570 km (848 nmi, 975 mi)
- Dolet - s přídavnými palivovými nádržemi: 2 530 km
- Dostup: 13 200 m (43,300 ft)
- Stoupavost: 62 m/s (12,220 ft/min)
- Vzletová dráha: 440 m

### Výzbroj
2340 kg zbraní či jiných podvěsů na sedmi vnějších závěsech (tři pod každým křídlem a jeden pod trupem)
- Výzbroj vzduch-vzduch
  - AIM-9P-4, S – infračerveně naváděné střely vzduch-vzduch
  - PL-20 Plamen – kontejner s dvouhlavňovým 20 mm kanónem s kadencí 800 nebo 2600 výstřelů za minutu
- Výzbroj vzduch-země
  - Mark 82 – nebrzděná puma o váze 500 liber
  - Mk82 AIR – puma Mk82 s brzdným zařízením BSU-49/B
  - GBU-12 Paveway II – puma Mk82 s laserovým naváděním
  - Mark 83 – nebrzděná puma o váze 1000 liber
  - GBU-16 Paveway II – puma Mk83 s laserovým naváděním
  - CBU-87 – kontejnerová puma s 202 kusy submunice BLU-97/B
  - LAU-5002 A/A, B/A – šestihlavňový raketomet pro neřízené střely CRV-7 ráže 2.75 palce
  - LAU-5003 D/A – devatenáctihlavňový raketomet pro neřízené střely CRV-7 ráže 2.75 palce
  - AGM-65 Maverick – řízené střely vzduch-země s televizním naváděním
  - PL-20 Plamen – kontejner s dvouhlavňovým 20mm kanónem s kadencí 800, nebo 2600 výstřelů za minutu
- Cvičná výzbroj
  - CATM – Captive Air Training Missile – Hlavice střely AIM-9 Sidewinder s plnou funkčností ale bez možnosti vystřelení
  - ACMI – Air Combat Maneuvering Instrumentation – Podobné zařízení jako CATM ale navíc nahrává další údaje o letounu
  - SUU-5003 B/A – Cvičný kontejner kombinující šest pum BDU-33 nebo Mk106 a čtyři neřízené raketové střely CRV-7
- Ostatní
  - palivová nádrž 350 litrů
  - palivová nádrž 500 litrů

### Avionika
- Hlavní a záložní letový počítač
- Mnohorežimový impulsní dopplerovský radar GRIFO L
- HUD - průhledový displej (Head-Up Display) typu FV-3000
- 2×MFD - víceúčelovým barevným displej (Multi-Function Color Display)
- HOTAS - soustava ovládacích prvků palubních systémů na řídící páce a páce ovládáni motoru (Hands-On-Throttle-And-Stick)
- Komunikace avioniky po sběrnici MIL-STD-1553
- Autonomní navigační systém s integrovaným inerciálním navigačním systémem na bázi laserového gyroskopu (Inertial Navigation System - INS) a družicovým navigačním systémem (Global Positioning System - GPS)
- Duální radiostanice VHF/UHF - Collins ARC-182
- Přijímač DME a VOR/ILS
- Aerometrická centrála
- Automatický pilot
- Vysílač IFF
- Systémy ochrany - RWR (Radar Warning Receiver) Sky Guardian 200
- Výmetnice klamných cílů Vinten Vicon 78
- Monitorovací systém AMOS - „Černá skříňka“